# Dubróvnoie (raion de Vagraixí)
Dubróvnoie - Дубровное (rus) - és un poble de l'óblast de Kurgan, a Rússia, que el 2017 tenia 370 habitants. Fou fundat el 1758.